# Ellen Travolta
Ellen M. Travolta (Englewood, 6 ottobre 1939) è un'attrice statunitense.

## Biografia
Ellen M. Travolta è nata il 6 ottobre 1939 a Englewood, New Jersey, da Salvatore Travolta ed Helen Cecilia Burke Travolta. Prima di diventare venditore di pneumatici, suo padre era un giocatore di football americano. Ha cinque fratelli più piccoli: Joey, Margaret, Sam, John e Ann.
Ha frequentato la Dwight Morrow High School di Englewood e la Carnegie Mellon University di Pittsburgh, Pennsylvania.
Il suo ruolo più noto è quello di Louisa Arcola Delvecchio, la zia di Fonzie e la madre di Chachi Arcola, nella sitcom Happy Days e nello spin-off Jenny e Chachi. Ha interpretato la madre del personaggio di Baio anche in Baby Sitter e in Love Boat. Successivamente, è apparsa in un episodio de Il mio amico Arnold e in tre episodi de I ragazzi del sabato sera, insieme al fratello John, e nel film Elvis, il re del rock.

### Vita privata
La Travolta ha sposato James Fridley nel maggio del 1964. I due hanno avuto due figli. La coppia ha divorziato nel 1977. Ha poi sposato l'attore Jack Bannon il 9 aprile 1983.

## Filmografia

### Cinema
- Grease - Brillantina (Grease), regia di Randal Kleiser (1978)

### Televisione
- Arcibaldo (All in the Family) – serie TV, 1 episodio (1976)
- Visions – serie TV, 2 episodi (1976-1977)
- Sulle strade della California (Police Story) – serie TV, 1 episodio (1977)
- I ragazzi del sabato sera (Welcome Back, Kotter) – serie TV, 4 episodi (1977-1978)
- La famiglia Bradford (Eight Is Enough) – serie TV, 2 episodi (1977-1978)
- Giorno per giorno (One Day at a Time) – serie TV, 1 episodio (1978)
- CHiPs – serie TV, 1 episodio (1978)
- Love Boat (The Love Boat) – serie TV, 1 episodio (1978)
- Il mio amico Arnold (Diff'rent Strokes) – serie TV, episodio 1x02 (1978)
- Elvis, il re del rock (Elvis), regia di John Carpenter – film TV (1978)
- Lobo – serie TV, 1 episodio (1980)
- Tre cuori in affitto (Three's Company) – serie TV, 1 episodio (1980)
- Quincy (Quincy, M.E.) – serie TV, 1 episodio (1982)
- Jenny e Chachi (Joanie Loves Chachi) – serie TV, 17 episodi (1982-1983)
- Baby Sitter – serie TV, 70 episodi (1987-1990)
- La signora in giallo (Murder, She Wrote) – serie TV, episodio 6x05 (1989)
- General Hospital – soap opera, 12 puntate (1994-2023)
- Jarod il camaleonte (The Pretender) – serie TV, 1 episodio (1997)
- Passions – soap opera, una puntata (1999)
- Giudice Amy (Judging Amy) – serie TV, 1 episodio (2002)

## Doppiatrici italiane
Nelle versioni in italiano delle opere in cui ha recitato, Ellen Travolta è stata doppiata da:
- Doriana Chierici in Permettimi di amarti
- Silvia Monelli in Jenny e Chachi